# Jackie Pretorius
 Jackie Pretorius  va ser un pilot de curses automobilístiques sud-africà que va arribar a disputar curses de Fórmula 1.
Va néixer el 22 de novembre del 1934 a Potchefstroom, Transvaal, Sud-àfrica.

## A la F1
Jackie Pretorius va debutar a la primera cursa de la temporada 1965 (la setzena temporada de la història) del campionat del món de la Fórmula 1, disputant l'1 de gener del 1965 el GP de Sud-àfrica al circuit d'East London.
Va participar en un total de quatre proves puntuables pel campionat de la F1, disputades a quatre temporades no consecutives (1965, 1968, 1971 i 1973) no aconseguint finalitzar cap cursa i no assolí cap punt pel campionat del món de pilots.

## Resultats a la Fórmula 1
| Any  | Equip                      | Xassís       | Motor      | 1       | 2   | 3       | 4   | 5   | 6   | 7   | 8   | 9   | 10  | 11  | 12  | 13  | 14  | 15  | Posició | Punts |
| ---- | -------------------------- | ------------ | ---------- | ------- | --- | ------- | --- | --- | --- | --- | --- | --- | --- | --- | --- | --- | --- | --- | ------- | ----- |
| 1965 | Jackie Pretorius           | LDS          | Alfa Romeo | SUD NVQ | MON | BEL     | FRA | GBR | HOL | ALE | ITA | USA | MEX |     |     |     |     |     | -       | 0     |
| 1968 | Team Pretoria              | Brabham      | Climax     | SUD NC  | ESP | MON     | BEL | HOL | FRA | GBR | ALE | ITA | CAN | USA | MEX |     |     |     | -       | 0     |
| 1971 | Team Gunston               | Brabham      | Cosworth   | SUD Ret | ESP | MON     | HOL | FRA | GBR | ALE | AUT | ITA | CAN | USA |     |     |     |     | -       | 0     |
| 1973 | Frank Williams Racing Cars | Iso-Marlboro | Cosworth   | ARG     | BRA | SUD Ret | ESP | BEL | MON | SUE | FRA | GBR | HOL | ALE | AUT | ITA | CAN | USA | -       | 0     |

### Resum
| Curses: | Victòries: | Pòdiums: | Poles: | Voltes ràpides: | Punts: |
| ------- | ---------- | -------- | ------ | --------------- | ------ |
| 4       | 0          | 0        | 0      | 0               | 0      |